# He 280
A Heinkel He 280 volt a világ első vadászrepülőgépe, melyet gázturbinás sugárhajtómű hajtott. A gépet Ernst Heinkel magánkezdeményezése hozta létre, aki elkötelezetten kereste a nagysebességű repülés megvalósításának módjait, melynek során sikeresen kipróbálta a He 176 rakétahajtású és a He 178 gázturbinás kísérleti repülőgépet. Műszaki és politikai tényezők szerencsétlen közrejátszása következtében alulmaradt a Me 262 vadászgéppel folytatott versenyben.[forrás?] A típusból mindössze kilenc példány épült meg és egyik sem került tényleges szolgálatba[forrás?].

## Fejlesztése

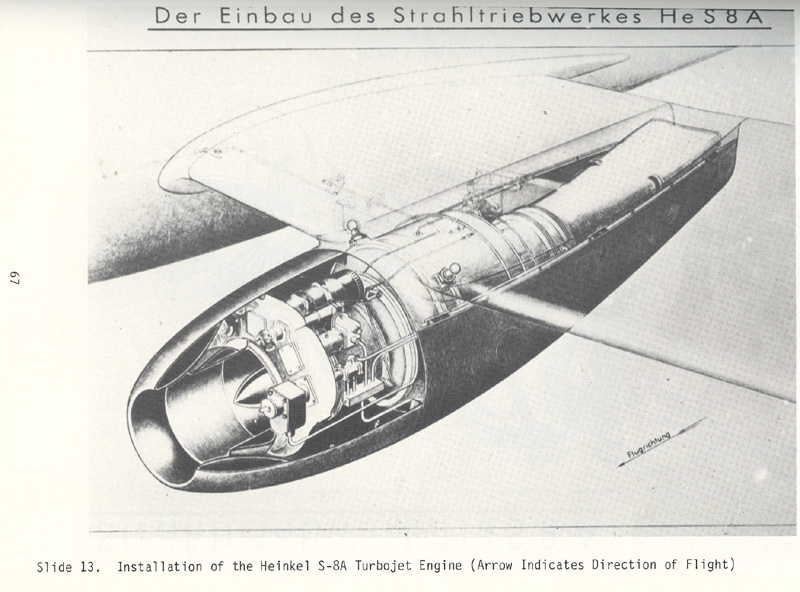
A HeS 8A sugárhajtómű beépítése

A Heinkel gyár a He 280 tervein saját elhatározásából kezdett dolgozni, miután a He 178 típust az RLM (Német Birodalmi Légügyi Minisztérium) nem értékelte kellőképpen. Az új repülőgép vezető tervezője Robert Lusser volt, aki a tervezést He 180 jelöléssel 1939 végén kezdte meg. A konstrukció a Heinkel hagyományos vadászrepülőgép törzsét, elliptikus szárnyat és osztott függőleges vezérsíkot kapott. A behúzható orrkerekes futómű biztosította, hogy a talajtól a lehető legkisebb távolságot tartsa. A He 280 pneumatikus működtetésű kilőhető pilótaülésével az első repülőgép, mely ilyen felszereléssel rendelkezett. Tervezték a kabin túlnyomásossá alakítását is.
Az első prototípus 1940 nyarán készült el, de a HeS 8 hajtómű, melynek beépítését tervezték, nem volt még működőképes állapotban. 1940. szeptember 22-én az első felszállást vitorlázó gépként hajtotta végre, a motorgondolákban ballaszt súlyokkal helyettesítve a még fejlesztés alatt álló hajtóműveket. Ezután még hat hónapnak kellett eltelnie, míg 1941. március 30-án Fritz Schäfer levegőbe emelte a második prototípust már a saját hajtóművével. A repülőgépet ezután bemutatták Ernst Udetnek, az RLM fejlesztési szárnya fejének, de csakúgy mint elődje, ez sem keltette fel érdeklődését. Ha Udet jóváhagyta volna a fejlesztést, Heinkel megkaphatta volna azt a pénzügyi fedezet többletet, mely szükséges volt a további munkálatokhoz. Ez megoldhatta volna a sugárhajtóműnél tapasztalt problémákat is. Ez a szűklátókörűség végigkísérte a német, sugárhajtással kapcsolatos fejlesztéseket: az állami segítség a fejlesztések kritikus kezdeti fázisában mindig hiányzott.
Egy 1941-es próbarepülésnél, mely a He 280 és az Fw 190 vadászgépek összehasonlítását célozta, a He 280 négyszer repült végig egy ovális pályán, mialatt az Fw 190 csak háromszor tudott megfordulni. Ernst Heinkel a He 280 számára kisebb sárkányt tervezett, hogy tömege összhangban lehessen az 1941-ben elérhető sugárhajtóművek kisebb tolóerejével. A He 280 legnagyobb tömegét (4296 kg) hasonlították össze a Me 262 7130 kg tömegével (mely utóbbi 1944 késő őszéig nem is kapott megfelelő hajtóművet). A He 280 gyártását el lehetett volna kezdeni 1941 végén és ezzel Németország megőrizhette volna légifölényét, melyet az Fw 190-nek kellett biztosítania és kitölthette volna a hézagot az Fw 190 és a Me 262 között. A HeS 8 hajtómű gyerekbetegségeit a vadászgép gyártásának beindulásáig orvosolni lehetett volna.
Sok kifogás, melyet a He 280 ellen felhoztak, ma már értelmetlennek tűnik. Úgy ítélték, hogy az orrkerekes futómű nem alkalmas a füves vagy sáros repülőtereken, ami viszont általános volt, különösen  Oroszországban és Észak-Afrikában. A Me 262 vadászgépet eredetileg hagyományos farkerekes futóművel tervezték, de ez a megoldás megnehezítette a sugárhajtású gépek felszállását. A berepülőpilótáknak rá kellett lépniük nekifutás közben a fékre, hogy felemeljék a gép farkát. Az ötödik prototípuson először próbáltak ki még merev orrkerekes futóművet, melyet a hatodikon behúzhatóra cseréltek, és ez maradt a végleges megoldás is.
A He 280 egyetlen előnye keltette fel a politikai vezetés érdeklődését, nevezetesen az, hogy a hajtómű kerozinnal is üzemelt, mely sokkal olcsóbb finomítási eljárást igényelt, mint a dugattyús motoros repülőgépekhez szükséges nagy oktánszámú benzin. A He 280 jobban eladható lett volna, ha Heinkel hangsúlyozza, hogy hajók elleni támadó repülőgépként is használható. Mivel az R4M rakéták 1944-ig nem voltak gyártásra érettek, a németek 1941-ben kifejlesztették a Nebelwerfer fegyvert, mely egy 150 mm űrméretű tüzérségi rakétavető volt. Ennek csöveit fel lehetett volna szerelni egy sugárhajtású gép szárnyai alá. A német pilóták arra panaszkodtak, hogy a Me 262-ről dobott bombák közül nagyon kevés ért el találatot. Egy előrefelé tüzelő, hátralökés nélküli fegyver sokkal hatásosabb lehetett volna.
A következő évben a fejlesztés lelassult a továbbra is fennálló hajtómű problémák miatt. Elindult egy másik hajtómű, a Heinkel HeS 30 tervezése is, mely egyrészt önmagában is érdekes műszaki alkotás, másrészt a HeS 8 potenciális helyettesítője lett. Időközben alternatív hajtóművek is megfontolást képeztek, többek között az Argus As 014 lüktető sugárhajtómű, mely a hírhedt V-1 robotrepülőgép motorja is volt. (Using as many as eight was proposed.)
1943 végére a harmadik prototípus a HeS 8 javított változatával bemutatásra készen állt. December 22-én egy He 280 és egy Fw 190 vadászgép mérte össze tudását. Itt végre a sugárhajtású gép jelentős sebességi fölénye láttán az RLM érdeklődést mutatott és megrendelést állított ki 20 db, sorozatgyártás előtti kísérleti repülőgépre, melyet később egy 300 darabos széria követett volna.
A folytatódó hajtómű problémák azonban megmérgezték a projektet. 1942-ben az RLM elrendelte, hogy a Heinkel hagyjon fel a HeS 8 és a HeS 30 további próbálkozásaival és minden erőfeszítését a Heinkel HeS 11 hajtómű sokkal fejlettebb (és ennélfogva több meglepetést tartogató) konstrukciójára fordítsa. Időközben az első prototípus hajtóművét lüktető sugárhajtású motorokkal váltották fel, melyeket vontatott repülőgépeken próbáltak ki. A teszt során azonban a rossz időjárás miatt a szárnyak eljegesedtek, mielőtt a hajtóművek próbájára sor kerülhetett volna, és a berepülőpilóta, Helmut Schenk kénytelen volt katapultálni: így ő lett az első ember a világon, aki a katapultülést használta. A katapultálás sikeres volt, viszont a repülőgépet elvesztették és soha nem is találták meg.
Mivel a HeS 011-re még egy darabig várni kellett, Heinkel arra kényszerült, hogy a konkurencia hajtóművét építse be, és választása a BMW 003-ra esett. Sajnos ez a hajtómű is fejlesztési nehézségekkel és időbeli csúszással küzdött, így a második prototípus hajtóművét a Junkers Jumo 004-re cserélték ki, míg a következő három sárkányba a BMW motorokat szánták, melyek nem készültek el a He 280 projekt lezárásáig. A Jumo hajtóművek sokkal nagyobbak és súlyosabbak voltak, mint a HeS 8, melyre a repülőgépet tervezték, és bár a próbarepülések sikeresek voltak (először 1943. március 16-án szállt fel), azonnal nyilvánvaló lett, hogy ez a hajtómű alkalmatlan a géphez. A repülőgép lassabb és általánosságban kevésbé hatékony volt, mint a Me 262.
Alig két héttel később, március 27-én Erhard Milch törölte a programot. A Jumo 004-ekkel szerelt Me 262 minden tekintetben elérte a gép paramétereit, de jobban illeszkedett a sugárhajtóműveihez. Heinkelt utasították a He 280 fejlesztésének leállítására és arra, hogy minden energiáját bombázógépek fejlesztésére és tervezésére összpontosítsa: ez keserűséget okozott neki, mely haláláig kísérte.

## Műszaki adatok (He 280 V3)
- Személyzet: 1 fő
- Hossz: 10,4 m
- Fesztáv: 12,2 m
- Magasság: 3,06 m
- Szárnyfelület: 21,5 m²
- Üres tömeg: 3215 kg
- Teljes tömeg: 4280 kg
- Legnagyobb felszálló tömeg: 4300 kg
- Sugárhajtómű: 2 db Heinkel HeS.8
- Tolóerő: 5,9 kN
- Legnagyobb sebesség: 820 km/h
- Hatótáv: 370 km
- Csúcsmagasság: 10 000 m
- Emelkedési sebesség: 1145 m/p
- Fegyverzet: 3×20 mm-es MG 151 típusú gépágyú

## Fordítás
- Ez a szócikk részben vagy egészben a Heinkel He 280 című angol Wikipédia-szócikk ezen változatának fordításán alapul.  Az eredeti cikk szerkesztőit annak laptörténete sorolja fel. Ez a jelzés csupán a megfogalmazás eredetét és a szerzői jogokat jelzi, nem szolgál a cikkben szereplő információk forrásmegjelöléseként.